# Palvico
Il torrente Palvico nasce come emissario dal lago d'Ampola a quota 730 metri circa s.l.m. nel territorio di Tiarno di Sopra (oggi in comune di Ledro) e percorre in direzione sud ovest la valle omonima dirigendosi verso Storo scendendo a quota 400 m s.l.m. Qui attraversa la piana alluvionale che ha contribuito in parte minore a creare assieme al fiume Chiese nel quale sfocia poco prima che questo sfoci nel lago d'Idro. Il torrente e il territorio attraversato appartengono al bacino imbrifero del Chiese. Fra gli affluenti principali del torrente si citano il rio Casina, rio Bragone, torrente Lorina, rio Fontana Bianca e rio Retorto. La portata massima con ritorno di 200 anni è di 62,3 m³.
Da Tiarno di Sopra a Storo la valle d'Ampola si presenta come una gola stretta ove passa solo il torrente e la Strada statale 240 di Loppio e di Val di Ledro. Il Palvico, scorrendo verso Storo si trasforma in un canyon, meta di tanti appassionati dell'attività di torrentismo: dopo una serie di piccoli tuffi si presentano alcune calate dai 15 ai 20 metri fino alla cascata finale di oltre 50 metri.
Il "Consorzio elettrico di Storo" (in breve CEdiS), una società cooperativa costituita dai capifamiglia di Storo, fondato nel 1904 ottenne la concessione per derivare l'acqua del torrente per una centrale idroelettrica entrata in funzione nel 1905 con una modesta potenza di 125 kW. Il Consorzio è sopravvissuto alla nazionalizzazione dell'energia elettrica del 1962. Attualmente il Consorzio è autorizzato a prelevare in media 1 303 L/s (litri di acqua al secondo) atti a produrre una potenza complessiva di 2 524 kW su una potenza installata di tre turbine Pelton di complessivi 3 870 kW e una turbina Francis di 315 kW. Nel 2008 il complesso idroelettrico del Palvico e Lorina ha prodotto 19 447 176 kWh. Ai fini del calcolo del deflusso minimo vitale (DMV) il bacino sotteso del Palvico è di 24,6 km² e quello dell'affluente torrente Lorina e rio Torto di 15,4 km².

## Galleria d'immagini
| - il Palvico visto dalla SS 240 all'incrocio con la condotta forzata - Il Palvico visto dal ponte della "Bica" sulla strada provinciale Storo Bondone - L'attività di torrentismo sul Palvico: l'uscita dal "Buco della morte" con calata lungo la cascata nel pozzo Malmerio - Il Palvico, assieme al rio Lora, sfociano nel fiume Chiese |